# Långtjärnen (Lekvattnets socken, Värmland)
Långtjärnen är en sjö i Kongsvingers kommun och Torsby kommun i Värmland och ingår i Göta älvs huvudavrinningsområde. Sjön har en area på 0,0711 kvadratkilometer och ligger 328,9 meter över havet.

## Delavrinningsområde
Långtjärnen ingår i det delavrinningsområde (667228-131524) som SMHI kallar för Utloppet av Varaldsjön. Medelhöjden är 291 meter över havet och ytan är 50,78 kvadratkilometer. Räknas de 8 avrinningsområdena uppströms in blir den ackumulerade arean 214,08 kvadratkilometer. Vaggeälven (Kivilampälven) som avvattnar avrinningsområdet har biflödesordning 3, vilket innebär att vattnet flödar genom totalt 3 vattendrag innan det når havet efter 347 kilometer. Avrinningsområdet består mestadels av skog (80 procent). Avrinningsområdet har 5,49 kvadratkilometer vattenytor vilket ger det en sjöprocent på 10,8 procent.